# Kryniczno (powiat średzki)
Kryniczno – wieś w Polsce położona w województwie dolnośląskim, w powiecie średzkim, w gminie Środa Śląska.

## Podział administracyjny
W latach 1954–1959 wieś należała i była siedzibą władz gromady Kryniczno, po jej zniesieniu w gromadzie Rakoszyce. W latach 1975–1998 miejscowość należała administracyjnie do województwa wrocławskiego.

## Nazwa
W kronice łacińskiej Liber fundationis episcopatus Vratislaviensis (pol. Księga uposażeń biskupstwa wrocławskiego) spisanej za czasów biskupa Henryka z Wierzbna w latach 1295–1305 miejscowość wymieniona jest w zlatynizowanej formie Crinchz..

## Zabytki
Do wojewódzkiego rejestru zabytków wpisany jest:
- kościół parafialny pw. św. Wawrzyńca, z 1752 r.

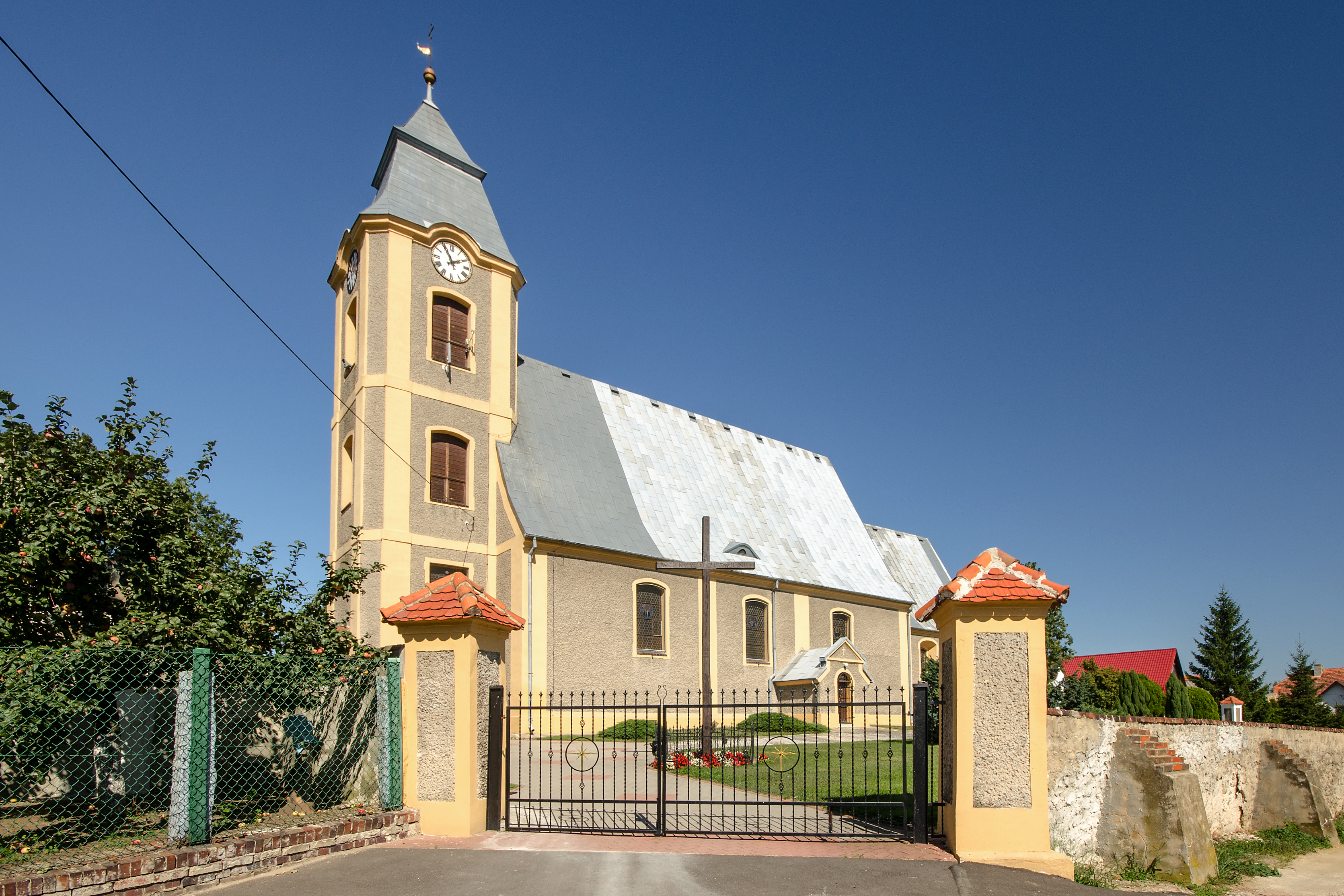
Kościół św. Wawrzyńca
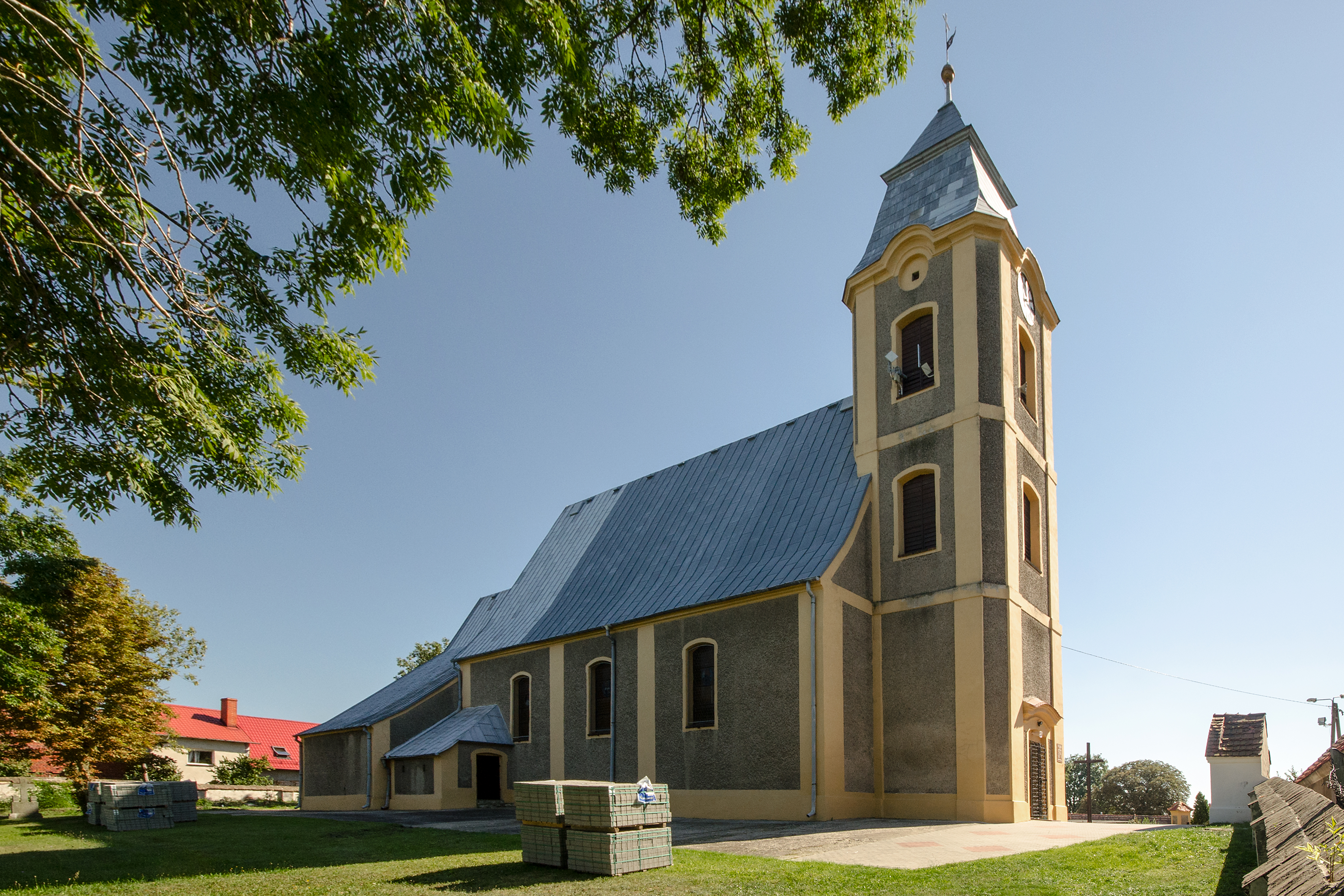
Kościół św. Wawrzyńca